# Joris Mathijsen
Joris Mathijsen, född den 5 april 1980 i Goirle, är en nederländsk fotbollsspelare (försvarare). Han har spelat 84 landskamper för det nederländska fotbollslandslaget. Han har tidigare spelat i bland annat Willem II, AZ Alkmaar och Feyenoord. Han tog en plats inför EM i Portugal 2004 och har haft en säker plats där sedan dess.